# Chiến tranh Hoa Kỳ – Grenada
Chiến dịch Urgent Fury hay Chiến tranh Hoa Kỳ – Grenada là cuộc tấn công và đổ bộ của Hoa Kỳ vào quốc đảo Grenada, cách Venezuela 100 dặm (160 km) về phía bắc, vào lúc rạng sáng ngày 25 tháng 10 năm 1983. Cuộc chiến được kích hoạt bởi xung đột và đảo chính trong Chính phủ Cách mạng Nhân dân, dẫn đến việc quản thúc tại gia và hành quyết nhà lãnh đạo trước đó và Thủ tướng thứ hai của Grenada, Maurice Bishop, và thành lập Hội đồng Quân sự Cách mạng, với Hudson Austin làm chủ tịch. Sau chiến tranh, một chính phủ lâm thời đã được bổ nhiệm, và sau đó là cuộc tổng tuyển cử được tổ chức vào tháng 12 năm 1984, đã lập nên một chính phủ mới thân Mỹ cho Grenada.
Grenada là một quốc đảo Caribbean với 91.000 dân. Kết quả của cuộc đổ bộ này là chiến thắng dành cho Mỹ sau vài tuần. Đây vẫn luôn là đề tài gây tranh cãi do trong cuộc chiến này diễn ra trong thời kỳ chiến tranh Lạnh, có sự tham dự của Hoa Kỳ, cũng như sự dính líu của Cuba và Liên Xô, thêm vào đó là tình trạng bất ổn của chính quyền Grenada và vị thế của Grenada trong Vương quốc Khối thịnh vượng chung.

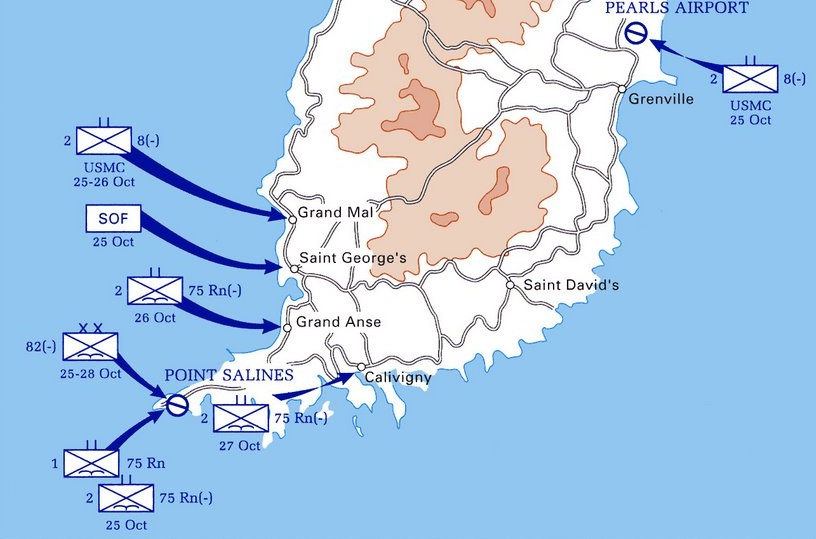
Khu vực Đổ bộ Quân sự Lúc đầu

Grenada đã giành độc lập từ Anh Quốc năm 1974. Phong trào New Jewel cánh tả đã lên nắm quyền sau cuộc đảo chính năm 1979.